# Военный авиационный инженерный университет
Военный авиационный инженерный университет — бывшее высшее военно-учебное заведение, основанное 1 января 1950 года, осуществлявшее подготовку офицерских кадров военно-воздушных сил для  Вооружённых Сил СССР и Вооружённых сил Российской Федерации. В 2012 году вошла в состав Военно-воздушной академии имени профессора Н. Е. Жуковского и Ю. А. Гагарина.

## Основная история
В 1948 году Постановлением Совета Министров СССР, Приказом министра обороны СССР и директивой начальника Генерального штаба Вооружённых сил СССР в городе Сталинграде было создано Сталинградское военное аэродромно-техническое училище ВВС Советской армии, которое официально начало функционировать 1 января 1950 года. 9 сентября 1951 года училищу была вручена Грамота Президиума Верховного Совета СССР и Боевое Красное Знамя. Училище готовило офицеров-техников по эксплуатации и ремонту специальных транспортных автомобилей и тракторов, а так же специалистов по строительству и эксплуатации аэродромов и ремонту аэродромно-строительных машин, срок обучения в училище был два года. Первый выпуск в количестве сто пятьдесят семь офицеров военно-воздушных сил был произведён в 1951 году.
В 1954 году приказом по Министерству обороны СССР Волгоградское военное аэродромно-техническое училище ВВС было перебазировано в город Мичуринск. В 1955 году срок обучения в училище был продлён на год и составил три года. В 1963 году Мичуринское военное аэродромно-техническое училище было переименовано в военное авиационно-техническое училище ВВС и в этом же году согласно директиве Генерального штаба училище было переведено в город Воронеж. 1 сентября 1963 года в училище начался учебный процесс.
В 1975 году приказом министра обороны СССР и согласно директиве начальника Генерального штаба Воронежское военное авиационно-техническое училище было преобразовано в высшее военное авиационное инженерное училище, став высшим военно-учебным заведением, срок обучение был увеличен до пяти лет.
В 1985 году в учебной структуре училища были созданы восемь кафедр и  два факультета: строительства и эксплуатации аэродромов и метеорологический, в 1988 году на базе эти факультетов были созданы: факультет строительства и эксплуатации аэродромов и автомобильный факультет. Помимо существующих кафедр были созданы ещё три кафедры: автомобильной подготовки, зданий и сооружений и строительных машин.  
В 1989 году для подготовки офицеров с учёными степенями в училище была создана военная адъюнктура. 23 марта 1992 года на базе Борисоглебского высшего военного авиационного училища лётчиков имени В. П. Чкалова был создан филиал при Воронежском высшем военном авиационном инженерном училище, с 1992 по 1999 год филиалом было произведено пять выпусков офицерских кадров и в 1999 году он был закрыт.
29 августа 1998 года Постановлением Правительства Российской Федерации № 1009 Воронежское высшее военное авиационное инженерное училище было преобразовано в Воронежский военный авиационный инженерный институт. 9 июля 2004 года Постановлением Правительства Российской Федерации № 937 Воронежский военный авиационный инженерный институт был вновь переименован в Воронежское высшее военное авиационное инженерное училище. 9 января 2006 года в состав Воронежского высшего военного авиационного инженерного училища вошёл Военный институт радиоэлектроники.
25 декабря 2007 года Постановлением Правительства Российской Федерации №1906-р на базе Воронежского высшего военного авиационного инженерного училища был создан Воронежский авиационный инженерный университет. 24 декабря 2008 года в состав университета были включены Ставропольское, Тамбовское и Иркутское высшие военные авиационные инженерные училища. 29 января 2010 года в структуру Воронежского университета вошёл Государственный научно-исследовательский испытательный центр радиоэлектронной борьбы. В структуру университета входило тридцать кафедр, семь факультетов: гидрометеорологический, специальный, средств аэродромно-технического обеспечения полётов, инженерно-аэродромного обеспечения, управления повседневной деятельности подразделений, радиоэлектронной борьбы и информационной безопасности, докторантура и адъюнктура. В составе профессорско-преподавательского персонала — 275 кандидатов и 38 докторов наук, 43 человека имеют учёное звание профессор. С 1950 по 2012 год за всё время существования университета было подготовлено более двадцати двух тысяч офицерских кадров.
23 апреля 2012 года Постановлением Правительства Российской Федерации № 609-р Военный авиационный инженерный университет (г. Воронеж) и Военно-воздушная инженерная академия имени Н. Е. Жуковского (пос. Монино Московской области) вошли в состав вновь созданной Военно-воздушной академии имени профессора Н. Е. Жуковского и Ю. А. Гагарина, место дислокации которой стал Воронеж.

## Руководство
- 1948—1956 — полковник Преображенский, Константин Николаевич
- 1956—1968 — генерал-майор Ильин, Сергей Сергеевич
- 1968—1982 — генерал-майор Мылов, Олег Иванович
- 1982—1992 — генерал-майор Андреев, Василий Викторович
- 1992—1998 — генерал-майор Логойда, Михаил Иванович
- 1998—2001 — генерал-майор Хохлунов, Николай Петрович
- 2001—2012 — генерал-майор Зибров, Геннадий Васильевич

## Известные выпускники
- Григоров, Сергей Иванович
- Яцков, Игорь Владимирович
- Шибилкин, Вячеслав Александрович